# Piłka nożna w Anglii (1941/1942)
Sezon 1941/1942 był trzecim w historii angielskiej piłki nożnej podczas II wojny światowej.
W latach 1939–1946 piłkarskie rozgrywki w Anglii były zawieszone. Wielu piłkarzy brało udział w wojnie, co osłabiło wiele zespołów. W miejsce angielskich rozgrywek ligowych i pucharowych weszły regionalne współzawodnictwa ligi. Widok tych zawodów nie jest oficjalnie ogłoszony w dokumentach.

## Zwycięzcy poszczególnych rozgrywek klubowych w Anglii
| Rozgrywki               | Zwycięzca               |
| ----------------------- | ----------------------- |
| League North            | Blackpool               |
| League South            | Leicester City          |
| London League           | Arsenal                 |
| Football League War Cup | Wolverhampton Wanderers |
| London War Cup          | Brentford               |